# Tuba Büyüküstün
Tuba Büyüküstün Saylak (Hatice Tuba Büyüküstün), född den 5 juli 1982 i Istanbul i Turkiet, är en turkisk skådespelerska. Hon studerade kostymdesign och rekvisita på Mimar Sinan-universitetet, och började sin skådespelarkarriär inom reklamfilmen.Gift i juli med Onur Saylak

## Filmografi
- 2014 – Kara para aşk (Tv-Serie) (TV-serie)
- 2013 – 20 minuter (TV-serie) (TV-serie)
- 2010 – Gönülçelen (TV-serie)
- 2010 – Yüregine sor
- 2007 – Asi (TV-serie)
- 2006 – Sinav
- 2006 – Ask yolu
- 2005 – Babam ve Oglum
- 2005 – Ihlamurlar altinda (TV-serie)
- 2004 – Gülizar
- 2004 – Çemberimde gül oya (TV-serie)
- 2003 – Sultan Makami (TV-serie)